# Flettner Fl 282
El Flettner Fl 282 Kolibri (‘colibrí’ en alemán) fue un helicóptero monoplaza de observación y escolta en servicio durante la Segunda Guerra Mundial con la Luftwaffe y la Kriegsmarine. Hizo su primera aparición en 1940 como consecuencia del desarrollo del Flettner Fl 265.

## Diseño y desarrollo

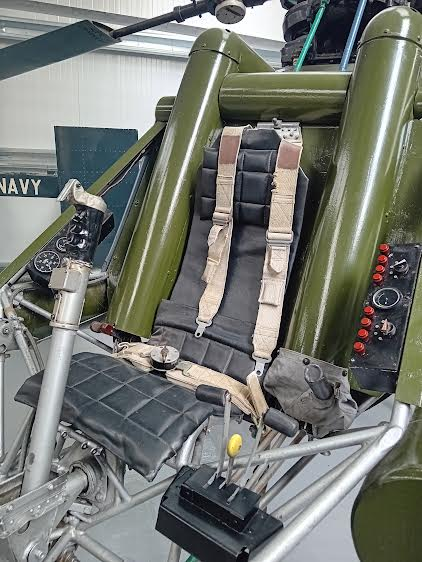
Cabina del piloto de un Flettner Fl 282

El Fl 282 Kolibri fue una versión mejorada del Flettner Fl 265 anunciado en julio de 1940, que fue pionero en la misma configuración de rotor entrelazado que utilizó el Kolibri. Tenía un Siemens-Halske Sh 14 motor radial de siete cilindros y cilindrada de 7,7 litros de 150-160 caballos (111,9-119,3 kW) montado en el centro del fuselaje, con una transmisión montada en la parte delantera del motor desde la cual un eje de transmisión se dirigía a una caja de cambios superior, que luego dividía la potencia en un par de ejes de transmisión de rotación opuesta para hacer girar los rotores. El motor Sh 14 era un diseño venerable y probado con baja potencia específica y baja relación potencia/peso (20,28 hp/L, 0,54 hp/lb) que anecdóticamente podía funcionar hasta 400 horas sin requerir un mantenimiento importante.
Situando el motor en una posición central, justo debajo de la cabeza del rotor, se consiguió que el Kolibri tuviera una muy buena estabilidad. Además, al piloto se le dotó de la máxima visibilidad, ubicándolo en la parte delantera con las diversas configuraciones que se diseñaron del puesto de pilotaje: cerrado, semicerrado y totalmente abierto.
El fuselaje del Fl 282 se construyó con tubos de acero cubierto con tela laqueada y un tren de aterrizaje triciclo fijo.
Su aspecto de "insecto volador" fue una "pincelada" más a la leyenda sobre el potencial y la capacidad de la industria e ingeniería alemana del período. Los primeros vuelos de prueba fueron efectuados en 1941 por el piloto de pruebas Hans F. Fulsting, e inmediatamente atrajeron la atención de la Kriegsmarine, viéndole potencial para tareas de detección de submarinos, ordenando 15 ejemplares iniciales para pruebas. Se empezaron a construir los primeros aparatos en la fábrica principal de Johannisthal y en la nueva de Tolz Malo. Al final sólo se construyeron 24 prototipos que fueron evaluados, a partir de 1942, en el Báltico, el Egeo y el Mediterráneo, donde demostraron sus grandes cualidades despegando y aterrizando sobre superficies de aproximadamente 5 metros cuadrados, en cubiertas de cruceros y destructores. Al crucero ligero Köln se le añadió experimentalmente la plataforma de despegue y aterrizaje sobre una de sus torretas principales posteriores.
La Kriegsmarine comenzó las evaluaciones del Fl 282, comprobando que el tipo era extremadamente maniobrable, estable incluso en malas condiciones atmosféricas y tan factible operativamente, que en 1943 estaban operativos 20 de los 24 prototipos, y a medida que los pilotos iban adquiriendo experiencia, se comprobó la gran utilidad de estos aparatos en misiones de enlace y protección de convoyes marítimos, operando desde unidades de superficie en el Egeo y en el Mediterráneo. A algunos de estos helicópteros se les habilitó un puesto para un observador en la parte trasera, detrás mismo del motor y en sentido contrario al del puesto de pilotaje, resultando ser la versión B-2.

## Historia operacional
En 1944, se formalizó un pedido de 1000 ejemplares de serie, que no llegaron a construirse a causa de los bombardeos aliados sobre las factorías de motores BMW en Munich y Flettner. Varios Flettner estaban operativos en los últimos meses en la defensa del Reich en unidades aéreas de la Luftwaffe, con el papel de observadores de artillería, gradualmente fueron víctimas de los cazas soviéticos y del fuego antiaéreo y lógicamente sus acciones no pudieron evitar el avance soviético hasta Berlín. 
Un ejemplar fue capturado por las fuerzas soviéticas en Rangsdorf, y dos que habían estado asignados al Transportstaffel 40 (TS/40) en Mühldorf, Baviera, lo fueron por las fuerzas estadounidenses; todas las demás unidades fueron destruidas por los propios alemanes para evitar su captura.

## Variantes
Fl 282 V1/7
Prototipos
Fl 282A-1
Helicóptero monoplaza de reconocimiento naval embarcado en cruceros y otros buques de guerra. Fue probado en el mar Báltico, Mediterráneo y Egeo
Fl 282A-2
Proyecto de helicóptero monoplaza de reconocimiento para submarinos equipados con un hangar especial en la cubierta
Fl 282B-1/B-2
Helicóptero biplaza de reconocimiento del terreno y enlace

## Supervivientes
- Fl 282 V10 28368 en el Midland Air Museum, Coventry, Inglaterra (sólo partes de un aparato)
- Fl 282 V23 en el National Museum of the United States Air Force, Dayton, Ohio, EE. UU.

## Especificaciones (Fl 282 V21)
Planta motriz
- Modelo: BMW Bramo 314
- Tipo: Radial 7 cilindros
- Potencia: 119 kW, 160 cv

Prestaciones
- Velocidad máxima: 150 km/h
- Autonomía: 170 km
- Techo de vuelo: 3.300 m

Pesos
- Vacío: 760 kg
- Máximo en despegue: 1000 kg
- Carga útil: 240 kg

Dimensiones

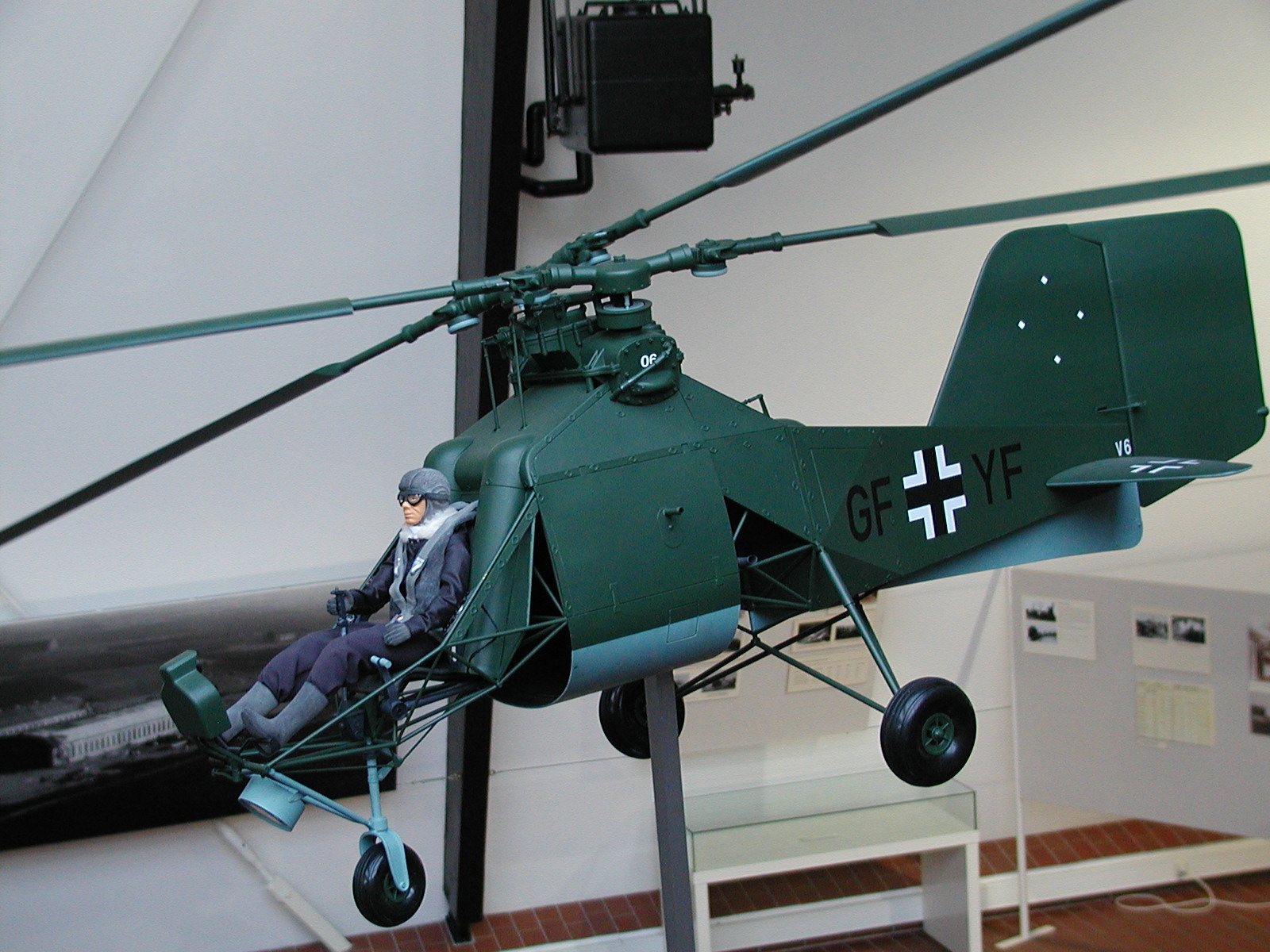
Modelo a escala del Flettner Fl 282 Kolibri

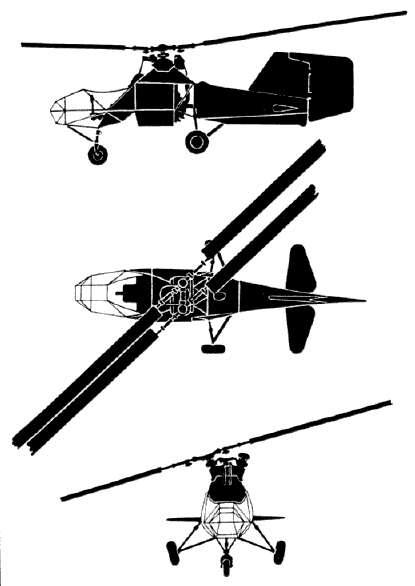

- Diámetro discal del rotor: 11,96 m
- Longitud fuselaje: 6,56 m
- Altura total: 2,20 m
- Superficie discal conjunta de rotores: 224,69 m²
- Armamento: 2x 5 kg bombas

### Desarrollos relacionados
- Flettner Fl 265

### Aeronaves similares
- Focke-Wulf Fw 61
- Focke Achgelis Fa 223
- Focke Achgelis Fa 266
- Sikorsky R-4

### Secuencias de designación
- Sistema de designación de aeronaves del RLM: ← He 277 · He 278 · He 280 · Fl 282 · Fa 283 · Ta 283 · Fa 284 →

### Listas relacionadas
- Anexo:Aeronaves militares de Alemania en la Segunda Guerra Mundial